# Albières
Albières é uma comuna francesa na região administrativa de Occitânia, no departamento de Aude. Estende-se por uma área de 17,25 km². Em 2010 a comuna tinha 123 habitantes (densidade: 7,1 hab./km²).